# 澜沧羌活
澜沧羌活（学名：Notopterygium forrestii）是伞形科羌活属的植物。分布于中国大陆的云南、四川等地，生长于海拔2,000米至3,000米的地区，多生于山坡林缘及河滩草地，目前尚未由人工引种栽培。